# جيم هيكمان
جيم هيكمان (بالإنجليزية: Jim Hickman)‏ هو لاعب كرة قاعدة أمريكي، ولد في 10 مايو 1937 في هينينغ في الولايات المتحدة، وتوفي في 25 يونيو 2016 في جاكسون في الولايات المتحدة.

## وصلات خارجية
- جيم هيكمان على موقعبيزبول رفرنس.كوم (الدوري الرئيسي) (الإنجليزية)
- جيم هيكمان على موقعبيزبول رفرنس.كوم (الدوري الثانوي) (الإنجليزية)
- جيم هيكمان على موقع مشجعي الرسوم البيانية (الإنجليزية)